# 1811
Portal Geschichte | Portal Biografien | Aktuelle Ereignisse | Jahreskalender | Tagesartikel

◄ |
18. Jahrhundert |
19. Jahrhundert
| 20. Jahrhundert | ►

◄ |
1780er |
1790er |
1800er |
1810er
| 1820er | 1830er | 1840er | ►

◄◄ |
◄ |
1807 |
1808 |
1809 |
1810 |
1811
| 1812 | 1813 | 1814 | 1815 | ► | ►►
Staatsoberhäupter  · Nekrolog   · Musikjahr
| Januar | Januar | Januar | Januar | Januar | Januar | Januar | Januar |
| Kw     | Mo     | Di     | Mi     | Do     | Fr     | Sa     | So     |
| ------ | ------ | ------ | ------ | ------ | ------ | ------ | ------ |
| 1      |        | 1      | 2      | 3      | 4      | 5      | 6      |
| 2      | 7      | 8      | 9      | 10     | 11     | 12     | 13     |
| 3      | 14     | 15     | 16     | 17     | 18     | 19     | 20     |
| 4      | 21     | 22     | 23     | 24     | 25     | 26     | 27     |
| 5      | 28     | 29     | 30     | 31     |        |        |        |

| Februar | Februar | Februar | Februar | Februar | Februar | Februar | Februar |
| Kw      | Mo      | Di      | Mi      | Do      | Fr      | Sa      | So      |
| ------- | ------- | ------- | ------- | ------- | ------- | ------- | ------- |
| 5       |         |         |         |         | 1       | 2       | 3       |
| 6       | 4       | 5       | 6       | 7       | 8       | 9       | 10      |
| 7       | 11      | 12      | 13      | 14      | 15      | 16      | 17      |
| 8       | 18      | 19      | 20      | 21      | 22      | 23      | 24      |
| 9       | 25      | 26      | 27      | 28      |         |         |         |

| März | März | März | März | März | März | März | März |
| Kw   | Mo   | Di   | Mi   | Do   | Fr   | Sa   | So   |
| ---- | ---- | ---- | ---- | ---- | ---- | ---- | ---- |
| 9    |      |      |      |      | 1    | 2    | 3    |
| 10   | 4    | 5    | 6    | 7    | 8    | 9    | 10   |
| 11   | 11   | 12   | 13   | 14   | 15   | 16   | 17   |
| 12   | 18   | 19   | 20   | 21   | 22   | 23   | 24   |
| 13   | 25   | 26   | 27   | 28   | 29   | 30   | 31   |

| April | April | April | April | April | April | April | April |
| Kw    | Mo    | Di    | Mi    | Do    | Fr    | Sa    | So    |
| ----- | ----- | ----- | ----- | ----- | ----- | ----- | ----- |
| 14    | 1     | 2     | 3     | 4     | 5     | 6     | 7     |
| 15    | 8     | 9     | 10    | 11    | 12    | 13    | 14    |
| 16    | 15    | 16    | 17    | 18    | 19    | 20    | 21    |
| 17    | 22    | 23    | 24    | 25    | 26    | 27    | 28    |
| 18    | 29    | 30    |       |       |       |       |       |

| Mai | Mai | Mai | Mai | Mai | Mai | Mai | Mai |
| Kw  | Mo  | Di  | Mi  | Do  | Fr  | Sa  | So  |
| 18  |     |     | 1   | 2   | 3   | 4   | 5   |
| 19  | 6   | 7   | 8   | 9   | 10  | 11  | 12  |
| 20  | 13  | 14  | 15  | 16  | 17  | 18  | 19  |
| 21  | 20  | 21  | 22  | 23  | 24  | 25  | 26  |
| 22  | 27  | 28  | 29  | 30  | 31  |     |     |
| --- | --- | --- | --- | --- | --- | --- | --- |

| Juni | Juni | Juni | Juni | Juni | Juni | Juni | Juni |
| Kw   | Mo   | Di   | Mi   | Do   | Fr   | Sa   | So   |
| ---- | ---- | ---- | ---- | ---- | ---- | ---- | ---- |
| 22   |      |      |      |      |      | 1    | 2    |
| 23   | 3    | 4    | 5    | 6    | 7    | 8    | 9    |
| 24   | 10   | 11   | 12   | 13   | 14   | 15   | 16   |
| 25   | 17   | 18   | 19   | 20   | 21   | 22   | 23   |
| 26   | 24   | 25   | 26   | 27   | 28   | 29   | 30   |

| Juli | Juli | Juli | Juli | Juli | Juli | Juli | Juli |
| Kw   | Mo   | Di   | Mi   | Do   | Fr   | Sa   | So   |
| ---- | ---- | ---- | ---- | ---- | ---- | ---- | ---- |
| 27   | 1    | 2    | 3    | 4    | 5    | 6    | 7    |
| 28   | 8    | 9    | 10   | 11   | 12   | 13   | 14   |
| 29   | 15   | 16   | 17   | 18   | 19   | 20   | 21   |
| 30   | 22   | 23   | 24   | 25   | 26   | 27   | 28   |
| 31   | 29   | 30   | 31   |      |      |      |      |

| August | August | August | August | August | August | August | August |
| Kw     | Mo     | Di     | Mi     | Do     | Fr     | Sa     | So     |
| ------ | ------ | ------ | ------ | ------ | ------ | ------ | ------ |
| 31     |        |        |        | 1      | 2      | 3      | 4      |
| 32     | 5      | 6      | 7      | 8      | 9      | 10     | 11     |
| 33     | 12     | 13     | 14     | 15     | 16     | 17     | 18     |
| 34     | 19     | 20     | 21     | 22     | 23     | 24     | 25     |
| 35     | 26     | 27     | 28     | 29     | 30     | 31     |        |

| September | September | September | September | September | September | September | September |
| Kw        | Mo        | Di        | Mi        | Do        | Fr        | Sa        | So        |
| --------- | --------- | --------- | --------- | --------- | --------- | --------- | --------- |
| 35        |           |           |           |           |           |           | 1         |
| 36        | 2         | 3         | 4         | 5         | 6         | 7         | 8         |
| 37        | 9         | 10        | 11        | 12        | 13        | 14        | 15        |
| 38        | 16        | 17        | 18        | 19        | 20        | 21        | 22        |
| 39        | 23        | 24        | 25        | 26        | 27        | 28        | 29        |
| 40        | 30        |           |           |           |           |           |           |

| Oktober | Oktober | Oktober | Oktober | Oktober | Oktober | Oktober | Oktober |
| Kw      | Mo      | Di      | Mi      | Do      | Fr      | Sa      | So      |
| ------- | ------- | ------- | ------- | ------- | ------- | ------- | ------- |
| 40      |         | 1       | 2       | 3       | 4       | 5       | 6       |
| 41      | 7       | 8       | 9       | 10      | 11      | 12      | 13      |
| 42      | 14      | 15      | 16      | 17      | 18      | 19      | 20      |
| 43      | 21      | 22      | 23      | 24      | 25      | 26      | 27      |
| 44      | 28      | 29      | 30      | 31      |         |         |         |

| November | November | November | November | November | November | November | November |
| Kw       | Mo       | Di       | Mi       | Do       | Fr       | Sa       | So       |
| -------- | -------- | -------- | -------- | -------- | -------- | -------- | -------- |
| 44       |          |          |          |          | 1        | 2        | 3        |
| 45       | 4        | 5        | 6        | 7        | 8        | 9        | 10       |
| 46       | 11       | 12       | 13       | 14       | 15       | 16       | 17       |
| 47       | 18       | 19       | 20       | 21       | 22       | 23       | 24       |
| 48       | 25       | 26       | 27       | 28       | 29       | 30       |          |

| Dezember | Dezember | Dezember | Dezember | Dezember | Dezember | Dezember | Dezember |
| Kw       | Mo       | Di       | Mi       | Do       | Fr       | Sa       | So       |
| -------- | -------- | -------- | -------- | -------- | -------- | -------- | -------- |
| 48       |          |          |          |          |          |          | 1        |
| 49       | 2        | 3        | 4        | 5        | 6        | 7        | 8        |
| 50       | 9        | 10       | 11       | 12       | 13       | 14       | 15       |
| 51       | 16       | 17       | 18       | 19       | 20       | 21       | 22       |
| 52       | 23       | 24       | 25       | 26       | 27       | 28       | 29       |
| 1        | 30       | 31       |          |          |          |          |          |

| Januar | Januar | Januar | Januar | Januar | Januar | Januar | Januar |
| Kw     | Mo     | Di     | Mi     | Do     | Fr     | Sa     | So     |
| ------ | ------ | ------ | ------ | ------ | ------ | ------ | ------ |
| 1      |        | 1      | 2      | 3      | 4      | 5      | 6      |
| 2      | 7      | 8      | 9      | 10     | 11     | 12     | 13     |
| 3      | 14     | 15     | 16     | 17     | 18     | 19     | 20     |
| 4      | 21     | 22     | 23     | 24     | 25     | 26     | 27     |
| 5      | 28     | 29     | 30     | 31     |        |        |        |

| Februar | Februar | Februar | Februar | Februar | Februar | Februar | Februar |
| Kw      | Mo      | Di      | Mi      | Do      | Fr      | Sa      | So      |
| ------- | ------- | ------- | ------- | ------- | ------- | ------- | ------- |
| 5       |         |         |         |         | 1       | 2       | 3       |
| 6       | 4       | 5       | 6       | 7       | 8       | 9       | 10      |
| 7       | 11      | 12      | 13      | 14      | 15      | 16      | 17      |
| 8       | 18      | 19      | 20      | 21      | 22      | 23      | 24      |
| 9       | 25      | 26      | 27      | 28      |         |         |         |

| März | März | März | März | März | März | März | März |
| Kw   | Mo   | Di   | Mi   | Do   | Fr   | Sa   | So   |
| ---- | ---- | ---- | ---- | ---- | ---- | ---- | ---- |
| 9    |      |      |      |      | 1    | 2    | 3    |
| 10   | 4    | 5    | 6    | 7    | 8    | 9    | 10   |
| 11   | 11   | 12   | 13   | 14   | 15   | 16   | 17   |
| 12   | 18   | 19   | 20   | 21   | 22   | 23   | 24   |
| 13   | 25   | 26   | 27   | 28   | 29   | 30   | 31   |

| April | April | April | April | April | April | April | April |
| Kw    | Mo    | Di    | Mi    | Do    | Fr    | Sa    | So    |
| ----- | ----- | ----- | ----- | ----- | ----- | ----- | ----- |
| 14    | 1     | 2     | 3     | 4     | 5     | 6     | 7     |
| 15    | 8     | 9     | 10    | 11    | 12    | 13    | 14    |
| 16    | 15    | 16    | 17    | 18    | 19    | 20    | 21    |
| 17    | 22    | 23    | 24    | 25    | 26    | 27    | 28    |
| 18    | 29    | 30    |       |       |       |       |       |

| Mai | Mai | Mai | Mai | Mai | Mai | Mai | Mai |
| Kw  | Mo  | Di  | Mi  | Do  | Fr  | Sa  | So  |
| 18  |     |     | 1   | 2   | 3   | 4   | 5   |
| 19  | 6   | 7   | 8   | 9   | 10  | 11  | 12  |
| 20  | 13  | 14  | 15  | 16  | 17  | 18  | 19  |
| 21  | 20  | 21  | 22  | 23  | 24  | 25  | 26  |
| 22  | 27  | 28  | 29  | 30  | 31  |     |     |
| --- | --- | --- | --- | --- | --- | --- | --- |

| Juni | Juni | Juni | Juni | Juni | Juni | Juni | Juni |
| Kw   | Mo   | Di   | Mi   | Do   | Fr   | Sa   | So   |
| ---- | ---- | ---- | ---- | ---- | ---- | ---- | ---- |
| 22   |      |      |      |      |      | 1    | 2    |
| 23   | 3    | 4    | 5    | 6    | 7    | 8    | 9    |
| 24   | 10   | 11   | 12   | 13   | 14   | 15   | 16   |
| 25   | 17   | 18   | 19   | 20   | 21   | 22   | 23   |
| 26   | 24   | 25   | 26   | 27   | 28   | 29   | 30   |

| Juli | Juli | Juli | Juli | Juli | Juli | Juli | Juli |
| Kw   | Mo   | Di   | Mi   | Do   | Fr   | Sa   | So   |
| ---- | ---- | ---- | ---- | ---- | ---- | ---- | ---- |
| 27   | 1    | 2    | 3    | 4    | 5    | 6    | 7    |
| 28   | 8    | 9    | 10   | 11   | 12   | 13   | 14   |
| 29   | 15   | 16   | 17   | 18   | 19   | 20   | 21   |
| 30   | 22   | 23   | 24   | 25   | 26   | 27   | 28   |
| 31   | 29   | 30   | 31   |      |      |      |      |

| August | August | August | August | August | August | August | August |
| Kw     | Mo     | Di     | Mi     | Do     | Fr     | Sa     | So     |
| ------ | ------ | ------ | ------ | ------ | ------ | ------ | ------ |
| 31     |        |        |        | 1      | 2      | 3      | 4      |
| 32     | 5      | 6      | 7      | 8      | 9      | 10     | 11     |
| 33     | 12     | 13     | 14     | 15     | 16     | 17     | 18     |
| 34     | 19     | 20     | 21     | 22     | 23     | 24     | 25     |
| 35     | 26     | 27     | 28     | 29     | 30     | 31     |        |

| September | September | September | September | September | September | September | September |
| Kw        | Mo        | Di        | Mi        | Do        | Fr        | Sa        | So        |
| --------- | --------- | --------- | --------- | --------- | --------- | --------- | --------- |
| 35        |           |           |           |           |           |           | 1         |
| 36        | 2         | 3         | 4         | 5         | 6         | 7         | 8         |
| 37        | 9         | 10        | 11        | 12        | 13        | 14        | 15        |
| 38        | 16        | 17        | 18        | 19        | 20        | 21        | 22        |
| 39        | 23        | 24        | 25        | 26        | 27        | 28        | 29        |
| 40        | 30        |           |           |           |           |           |           |

| Oktober | Oktober | Oktober | Oktober | Oktober | Oktober | Oktober | Oktober |
| Kw      | Mo      | Di      | Mi      | Do      | Fr      | Sa      | So      |
| ------- | ------- | ------- | ------- | ------- | ------- | ------- | ------- |
| 40      |         | 1       | 2       | 3       | 4       | 5       | 6       |
| 41      | 7       | 8       | 9       | 10      | 11      | 12      | 13      |
| 42      | 14      | 15      | 16      | 17      | 18      | 19      | 20      |
| 43      | 21      | 22      | 23      | 24      | 25      | 26      | 27      |
| 44      | 28      | 29      | 30      | 31      |         |         |         |

| November | November | November | November | November | November | November | November |
| Kw       | Mo       | Di       | Mi       | Do       | Fr       | Sa       | So       |
| -------- | -------- | -------- | -------- | -------- | -------- | -------- | -------- |
| 44       |          |          |          |          | 1        | 2        | 3        |
| 45       | 4        | 5        | 6        | 7        | 8        | 9        | 10       |
| 46       | 11       | 12       | 13       | 14       | 15       | 16       | 17       |
| 47       | 18       | 19       | 20       | 21       | 22       | 23       | 24       |
| 48       | 25       | 26       | 27       | 28       | 29       | 30       |          |

| Dezember | Dezember | Dezember | Dezember | Dezember | Dezember | Dezember | Dezember |
| Kw       | Mo       | Di       | Mi       | Do       | Fr       | Sa       | So       |
| -------- | -------- | -------- | -------- | -------- | -------- | -------- | -------- |
| 48       |          |          |          |          |          |          | 1        |
| 49       | 2        | 3        | 4        | 5        | 6        | 7        | 8        |
| 50       | 9        | 10       | 11       | 12       | 13       | 14       | 15       |
| 51       | 16       | 17       | 18       | 19       | 20       | 21       | 22       |
| 52       | 23       | 24       | 25       | 26       | 27       | 28       | 29       |
| 1        | 30       | 31       |          |          |          |          |          |

## Ereignisse

### Politik und Weltgeschehen

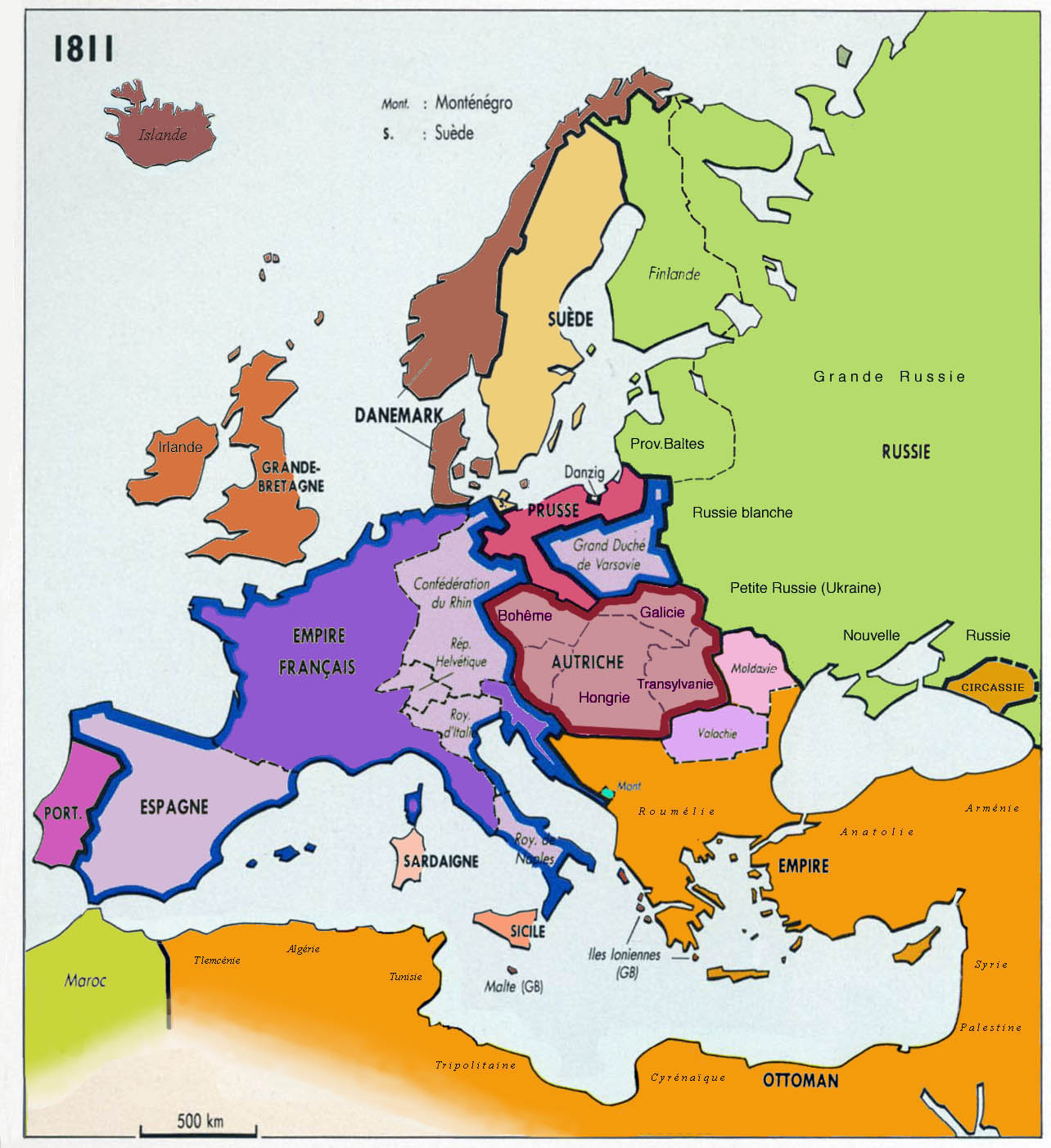
Europa 1811

#### Koalitionskriege

##### Iberische Halbinsel

Schlacht am Gévora

- 19. Februar: Französische Truppen unter Nicolas-Jean de Dieu Soult siegen in der Schlacht am Gévora bei Badajoz.
- 11. März: Die Franzosen erobern Badajoz.
- 3. April: In der Schlacht von Sabugal setzen sich englische und einheimische Truppen durch und zwingen das napoleonische Invasionsheer endgültig zum Verlassen Portugals.

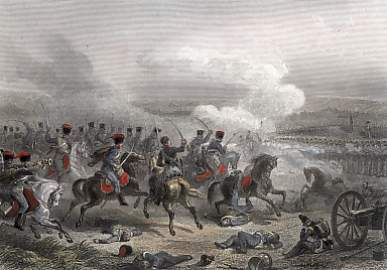
Schlacht bei Fuentes de Oñoro

- 3. bis 5. Mai: Die Schlacht bei Fuentes de Oñoro wird geschlagen. Eine britisch-portugiesische Armee unter Arthur Wellesley, 1. Duke of Wellington besiegt eine französische Armee unter Marschall André Masséna.
- 3. Mai: Die französische Armee beginnt mit der Belagerung von Tarragona.
- 16. Mai: Eine alliierte Armee aus Briten, Portugiesen und Spaniern, kommandiert von Sir William Beresford, siegt in der Schlacht von La Albuera über die zuvor in der Stadt Badajoz befindlichen französischen Truppen unter Marschall Soult.
- 28. Juni: Die Franzosen erstürmen das seit 3. Mai belagerte Tarragona. Es kommt zu einem Massaker der eindringenden Soldaten an der Widerstand leistenden Stadtbevölkerung.

##### Schwedisch-Britischer Krieg
- 15. Juni: Im Schwedisch-Britischen Krieg kommt es zum einzigen Blutvergießen, als eine schwedische Einheit eine Gruppe bäuerlicher Landsleute angreift, die sich gegen Soldatenaushebungen wendet.

#### Großbritannien

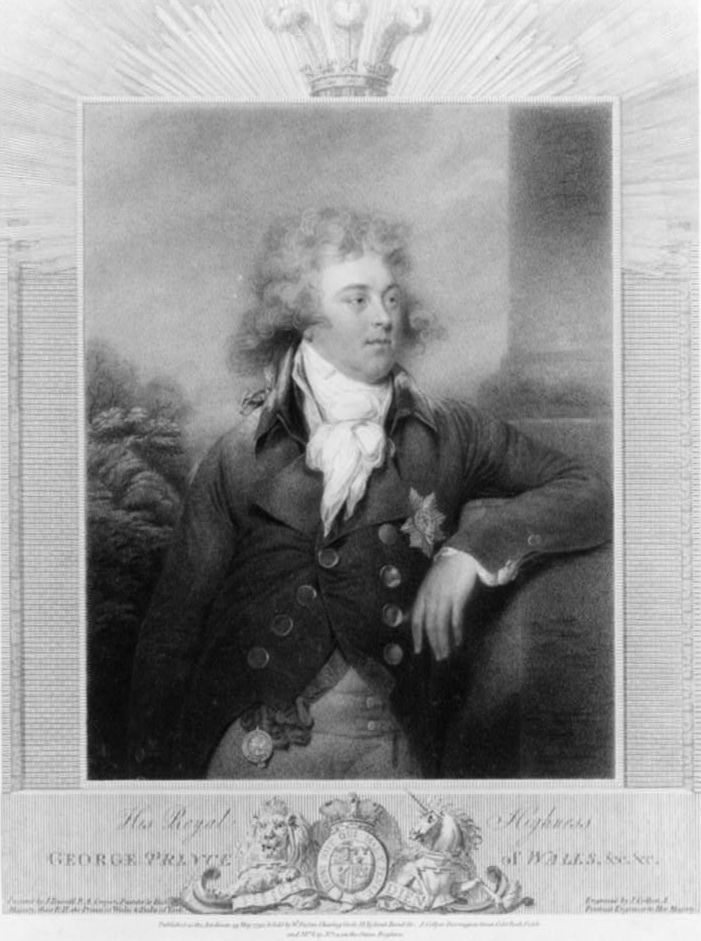
George, Prince of Wales

- 5. Februar: Der Prince of Wales und spätere König Georg IV. übernimmt gemäß dem Regency Act die königliche Gewalt in Großbritannien, nachdem sein Vater Georg III. wegen langer Geisteskrankheit die Amtsgeschäfte nicht mehr führen kann.

#### Mitteleuropa
- 1. April: Durch das Berliner Polizeireglement wird in Berlin die erste Kriminalpolizei in Deutschland geschaffen.
- 1. Juni: In Österreich wird per kaiserlichem Patent das ab Jahresbeginn 1812 geltende Allgemeine bürgerliche Gesetzbuch verkündet.
- 10. Juni: In Karlsruhe stirbt der 82-jährige Karl Friedrich, seit dem Tod seines Großvaters Karl III. Wilhelm im Jahr 1738 zunächst formaler, seit seiner Mündigkeitserklärung im Jahr 1746 auch regierender Herrscher in Baden – zuletzt seit 1806 als Großherzog.
- 14. September: In Preußen ergeht das Regulierungsedikt, das die im Wege der Bauernbefreiung aus der Erbuntertänigkeit entlassenen Bauern zu einer Rückgabe von Teilen ihres Landes an ihre früheren Grundherren als Entschädigung verpflichtet.

#### Lateinamerika
- 14. Mai: Paraguay spaltet sich vom Vizekönigreich des Río de la Plata ab und erlangt damit seine Unabhängigkeit von Spanien.

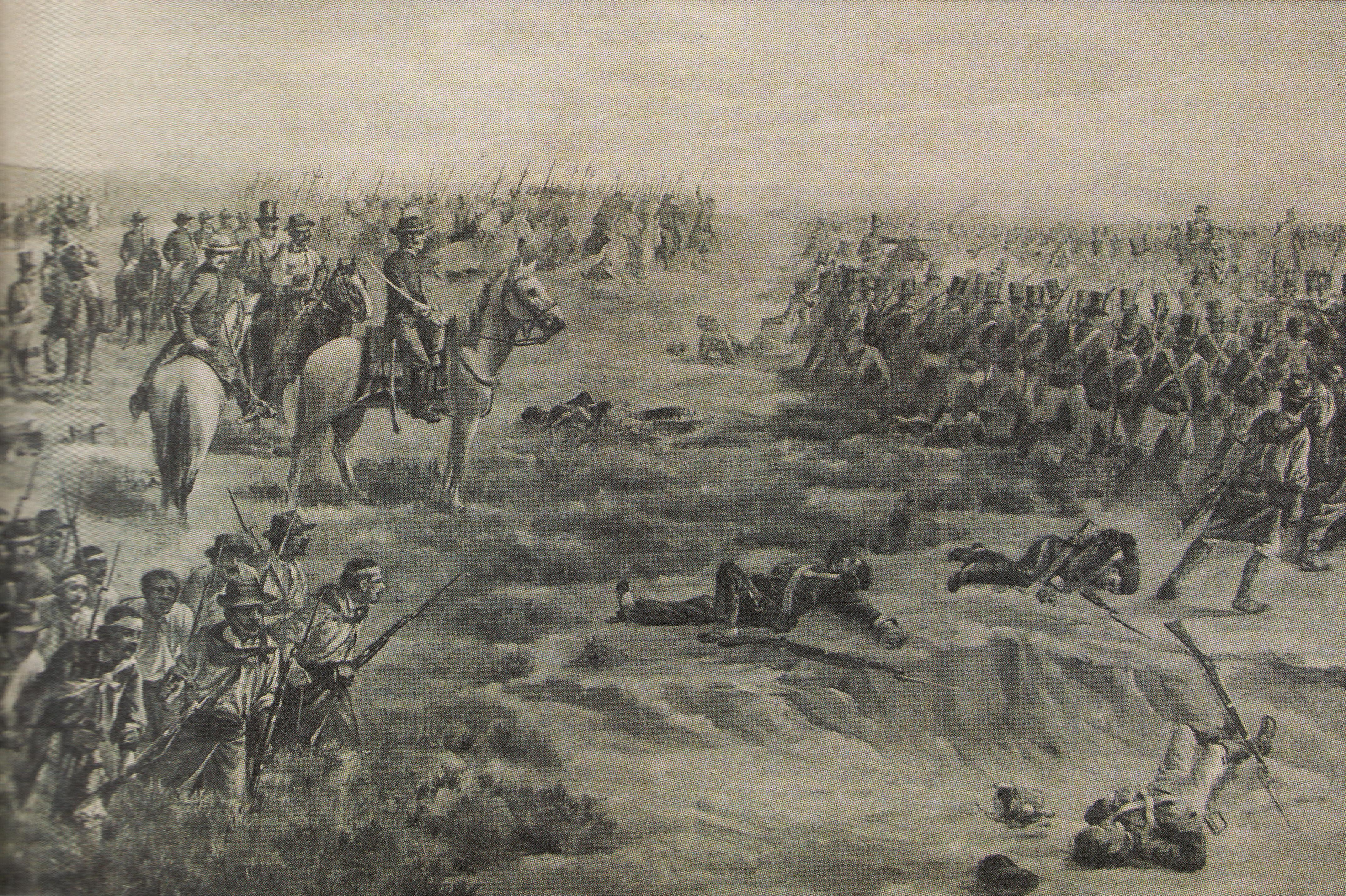
Schlacht von Las Piedras

- 18. Mai: Die Bewohner Uruguays besiegen unter José Gervasio Artigas, dem späteren Nationalhelden, in der Schlacht bei Las Piedras entscheidend die spanische Kolonialmacht.
- 5. Juli: Venezuela wird unabhängig.
- 30. Juli: Der mexikanische Priester und Revolutionär Miguel Hidalgo wird nach einem Todesurteil der spanischen Inquisition hingerichtet.
- 2. Dezember: Der starke Mann im chilenischen Triumvirat, José Miguel Carrera löst den Kongress auf. Das Triumvirat zerbricht daraufhin am Rücktritt von José Gaspar Marín und Bernardo O’Higgins. Carrera wird zum Diktator.
- Bolivien erklärt seine Unabhängigkeit von Spanien.

#### Nordamerika
- 8. bis 11. Januar: Sklaverei in den Vereinigten Staaten: Beim Sklavenaufstand an der German Coast im St. Charles und St. John the Baptist Parish im Orleans-Territorium, an dem sich 150 bis 500 Aufständische beteiligen, kommen zwei Weiße und mindestens 60 Sklaven ums Leben. Am 15. Januar werden 21 Aufständische zum Tode verurteilt, ihre abgetrennten Köpfe zur Abschreckung an mehreren Orten ausgestellt. Als politische Reaktion wird die von Territorialgouverneur William C. C. Claiborne schon seit 1806 geforderte Reorganisation der Miliz durch die gesetzgebende Versammlung beschlossen. Die Bundesregierung stationiert zudem ein reguläres Armeeregiment in New Orleans.

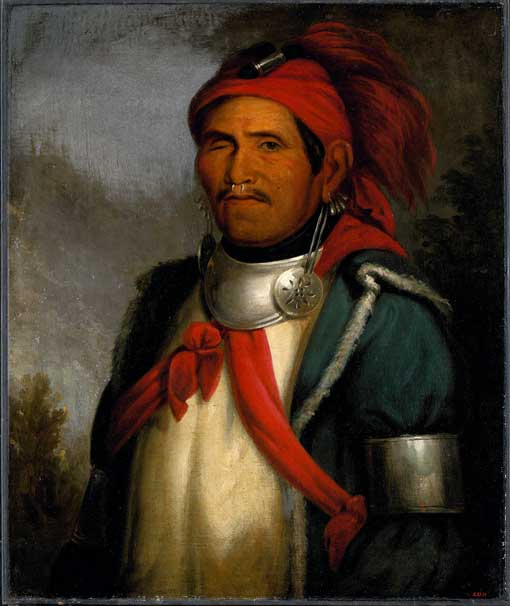
Tenskwatawa

- 7./8. November: Indianerkriege: In der Schlacht bei Tippecanoe besiegen Truppen der Vereinigten Staaten von Amerika unter der Führung von William Henry Harrison Tecumsehs indianische Konföderation unter der Leitung von dessen Bruder Tenskwatawa.
- DeWitt Clinton von der Demokratisch-Republikanischen Partei gewinnt die Gouverneurswahl in New York.

#### Asien
- Der Britisch-Niederländische Krieg um Java endet mit einem britischen Sieg.
- Der osmanisch-saudische Krieg beginnt.

#### Afrika
- 1. März: Muhammad Ali Pascha, osmanischer Vizekönig in Ägypten, lässt durch seine albanischen Truppen die ihm zuvor verbündeten Mamluken niedermetzeln.

### Wirtschaft

#### Österreichs Staatsbankrott
- 20. Februar: Österreich erleidet einen Staatsbankrott. Das umlaufende Papiergeld wird aufgrund eines Finanzpatents von Kaiser Franz I. nur noch zu einem Fünftel seines Werts umgetauscht.

#### Kriegswirtschaft
- 25. März: Napoleon Bonaparte ordnet den Anbau von Zuckerrüben an, weil durch seine Kontinentalsperre gegenüber England Rohrzuckerimporte aus Westindien fehlen. In Europa entsteht die Zuckerindustrie.

#### Unternehmensgründungen
- 1. Juli: Die österreichische Zeitschrift Carinthia erscheint erstmals. Sie befasst sich in Artikeln mit der Landeskunde zu Kärnten.
- 20. November: Friedrich Krupp und zwei Kompagnons gründen ein Unternehmen, das ein Gussstahlwerk in Essen errichten lässt.
- Die Familie Rothschild gründet in London das Unternehmen N M Rothschild & Sons.

#### Sonstiges
- 2. September: Staatskanzler Karl August von Hardenberg hebt per Edikt zur Gewerbefreiheit den Zunftzwang in Preußen auf.
- 11. Oktober: Das Dampfschiff Juliana des US-amerikanischen Erfinders John Stevens beginnt mit dem Fährverkehr zwischen New York City und Hoboken in New Jersey. Es ist der weltweite erste Einsatz eines Dampfschiffs als Fähre.
- 30. Oktober: Der Buchdrucker Friedrich Koenig bekommt in London ein Patent auf die Zylinderschnellpresse.
- In Nottingham kommt es zum ersten Maschinensturm durch Ludditen.
- Der erste sogenannte „Kometenwein“ wird ausgeschenkt.

### Wissenschaft und Technik

#### Aviation
- 31. Mai: Der als „Schneider von Ulm“ in die Geschichte eingegangene Albrecht Ludwig Berblinger stürzt bei einem Flugversuch mit einem selbstgebauten Flugapparat in die Donau.
- 16. April: Wilhelmine Reichard unternimmt als erste Frau in Deutschland eine Alleinfahrt mit einem Ballon. Sie startet im Garten der Berliner Königlichen Tierarzneischule und landet im rund 30 km entfernten Genshagen.

#### Naturwissenschaften
- 21. Februar: Die Philosophical Transactions of the Royal Society dokumentieren einen Beitrag von Humphry Davy über Experimente im Vorjahr. Er kommt danach zur Erkenntnis, dass Chlor ein eigenes chemisches Element sei.
- 25. März: Honoré Flaugergues entdeckt den Kometen Flaugergues (Großer Komet), den in historischer Zeit und bis zum Jahr 1995 hellsten Komet. Er erreichte am 20. Oktober seine größte Helligkeit von 0 mag und gehörte nach den damals bekannten Planeten zu den hellsten Objekten am Himmel.
- 10. September: Jöns Jakob Berzelius erfindet die Symbolschreibweise für chemische Elemente, wie sie auch in der Summenformel verwendet wird.
- Amadeo Avogadro stellt die Vermutung auf, dass ideale Gase zweiatomig sein müssen (in Journal de Physique 73 (1811),58).
- Friedrich Mohs stellt eine zehnstufige Härteskala für Mineralien auf.
- Gashydrate werden erstmals von Humphry Davy in Form von Chlorhydrat gefunden.
- Eugène Chevreul gelingt erstmals die Isolierung von Fettsäuren und begründet damit die Oleochemie.

#### Lehre und Forschung
- 24. Mai: Heinrich Cotta eröffnet in Tharandt seine private Forstlehranstalt, die 1816 zur staatlichen Forstakademie erhoben wird und Weltgeltung erlangt.
- 2. September: König Friedrich IV. gründet die Universität Oslo.
- 22. Oktober: Ein Dekret Napoleon Bonapartes verfügt das Schließen der niederländischen Universität Harderwijk.
- Die Alma Mater Viadrina in Frankfurt (Oder) wird geschlossen.

#### Erfindungen
- Georg Friedrich von Reichenbach stellt den Fadendistanzmesser, ein Gerät zur Entfernungsmessung, in Deutschland vor.
- Johann Georg Heine führt den Druckverband in der Medizin ein.

#### Literatur

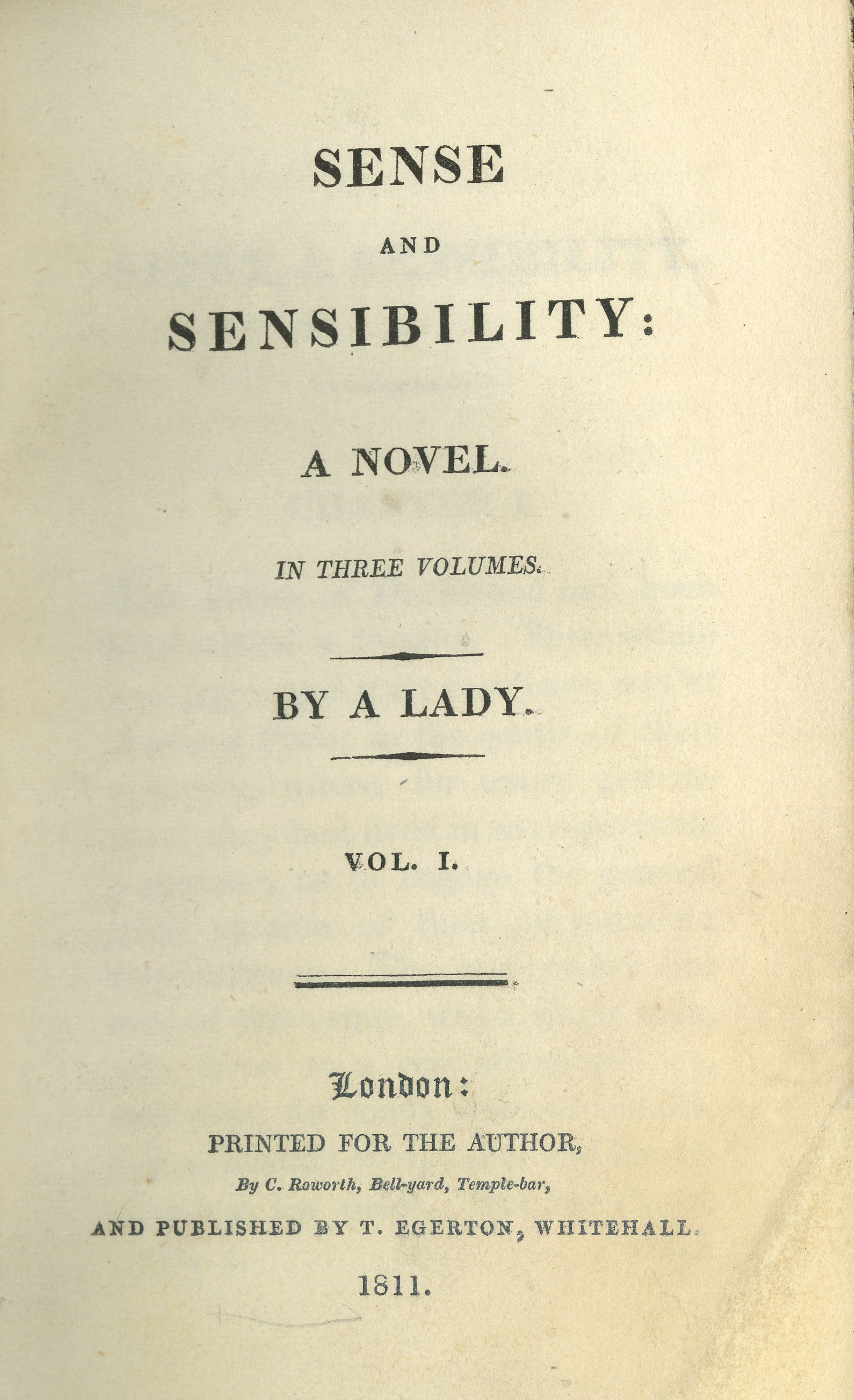
Titelblatt der Erstausgabe

### Kultur

#### Musik und Theater
- 29. Januar: Die Uraufführung der Oper Demophoon von Peter Joseph von Lindpaintner findet in München statt.
- 27. Februar: Die Oper La Victime des arts ou La Fête de famille von Henri Montan Berton hat ihre Uraufführung an der Opéra-Comique in Paris.
- 4. Juni: Am Münchner Residenztheater wird Carl Maria von Webers Singspiel Abu Hassan uraufgeführt. Das Libretto stammt von Franz Carl Hiemer nach einer Geschichte aus Tausendundeine Nacht.
- 26. Oktober: Die Uraufführung der opera buffa L’equivoco stravagante von Gioacchino Rossini erfolgt am Teatro del Corso in Bologna. Das Publikum nimmt die zweiaktige Oper sehr positiv auf. Von der Zensur wird das Werk jedoch nach drei Aufführungen verboten.

### Gesellschaft
- 18. Januar: Der Dichter Achim von Arnim und der Staatstheoretiker Adam Heinrich Müller gründen die Deutsche Tischgesellschaft.
- 16. September: Kurz nach einem in dem Nachbardorf Fraulautern ausgebrochenen Großbrand beschließt der Magistrat von Sarrelouis unter Bürgermeister Reneauld die Reorganisation der Feuerlöscher-Kompanie. Damit gilt die Freiwillige Feuerwehr der Kreisstadt Saarlouis als eine der ältesten Feuerwehren Deutschlands.
- 7./19. Dezember: In einem östlichen Randbezirk von London ereignen sich die Ratcliffe-Highway-Morde.

### Katastrophen

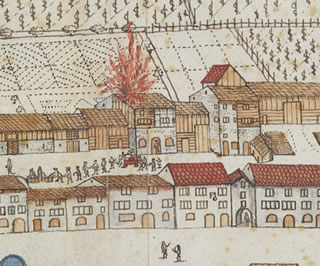
Der Ausbruch des Stadtbrands

- 8. Dezember: Beim vom Torkelhaus ausgehenden Sarganser Stadtbrand kann nur die barocke Pfarrkirche von Sargans gerettet werden. 358 Menschen verlieren ihr gesamtes Hab und Gut, aber Menschenleben sind nicht zu beklagen.
- 16. Dezember: Im Mississippi-Tal nahe New Madrid ereignet sich ein Erdbeben der Stärke 7, das den Lauf des Mississippi verändert und den Ohio zeitweise rückwärts fließen lässt. Weitere Erdbeben vergleichbarer Stärke ereigneten sich am 23. Januar und 7. Februar 1812.
- 24. Dezember: Die in einem Orkan vor der dänischen Westküste gestrandeten britischen Schiffe HMS Defence und HMS St George brechen in der Brandung. Vor Thorsminde sinken die Wracks. Etwa 1.300 Seeleute sterben.
- 26. Dezember: In Richmond (Virginia) sterben beim bis dahin schlimmsten Theaterbrand in den USA 72 Menschen, unter ihnen Gouverneur George William Smith und der Präsident der Bank of Virginia, Abraham B. Venable.

### Sport
- 19. Juni: Friedrich Ludwig Jahn eröffnet in der Hasenheide bei Berlin den ersten Turnplatz.

## Geboren

### Januar/Februar
- 03. Januar: Franz von Rinecker, deutscher Arzt († 1883)
- 05. Januar: Richard Brodhead, US-amerikanischer Politiker († 1863)
- 09. Januar: Emmanuel Ludwig von Fellenberg, Schweizer evangelischer Geistlicher († 1878)
- 10. Januar: Hermann Nicolai, deutscher Architekt († 1881)
- 15. Januar: Carl Adams, deutscher Mathematiker und Lehrer († 1849)
- 16. Januar: Johann Dzierzon, schlesischer Priester und Naturforscher († 1906)
- 17. Januar: Ferdinand Dinse, deutscher Orgelbauer († 1889)
- 17. Januar: George S. Houston, US-amerikanischer Politiker († 1879)
- 17. Januar: Joshua Norton, Norton I, Kaiser der Vereinigten Staaten und Schutzherr von Mexiko († 1880)
- 20. Januar: Julius Lasker, preußischer Mediziner und Schriftsteller († 1876)
- 22. Januar: Gottlieb Friedrich Alexandrowitsch von Glasenapp, kaiserlich russischer Admiral und Mitglied des Reichsrates († 1892)
- 25. Januar: Alejandro Ciccarelli, italienisch-chilenischer Maler († 1879)
- 25. Januar: Therese Louise Friederike Wolfhagen, deutsche Malerin († nach 1890)
- 27. Januar: João Crisóstomo de Abreu e Sousa, Ministerpräsident von Portugal († 1895)
- 27. Januar: Ernst Dieffenbach, Mediziner und Geologe († 1855)
- 28. Januar: Isaac Johnson, britischer Erfinder († 1911)
- 31. Januar: Emma Poel, Mitbegründerin der organisierten Diakonie in Deutschland († 1891)
- 03. Februar: Horace Greeley, US-amerikanischer Zeitungsverleger und Politiker († 1872)
- 04. Februar: Asa Biggs, US-amerikanischer Jurist und Politiker († 1878)
- 04. Februar: Aristide Cavaillé-Coll, französischer Orgelbauer der Romantik († 1899)
- 08. Februar: Edwin D. Morgan, US-amerikanischer Politiker († 1883)
- 10. Februar: Friedrich Haas, deutsch-schweizerischer Orgelbauer († 1886)
- 12. Februar: James Johnson, US-amerikanischer Politiker († 1891)
- 12. Februar: Bertha von Redern, deutsche Malerin († 1875)
- 13. Februar: François-Achille Bazaine, Marschall von Frankreich († 1888)
- 15. Februar: Domingo Faustino Sarmiento, argentinischer Präsident († 1888)
- 20. Februar: Henry Hastings Sibley, US-amerikanischer Politiker († 1891)
- 24. Februar: Friedrich Daniel Bassermann, deutscher Unternehmer und liberaler Politiker († 1855)

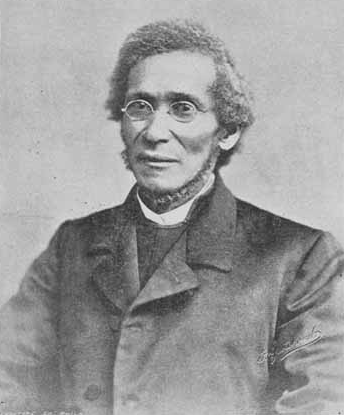
Daniel Payne

- 24. Februar: Daniel Payne, US-amerikanischer Bischof, erster afroamerikanischer College-Präsident († 1893)
- 26. Februar: Heinrich Christian Burckhardt, deutscher Forstmann († 1879)

### März/April
- 03. März: Bernhard Wolff, Zeitungsgründer und Nachrichtenunternehmer († 1879)
- 03. März: Hugo von Ritgen, deutscher Architekt († 1889)
- 04. März: Friedrich August Abt, deutscher Jurist und Politiker († 1882)
- 04. März: John Laird Mair Lawrence, 1. Baron Lawrence, von 1864 bis 1869 Generalgouverneur und Vizekönig von Indien († 1879)
- 04. März: Adolf Siemens, Artillerist († 1887)
- 06. März: Johann Claussen Schmid, deutscher Orgelbauer († 1881)
- 07. März: Ernst Friedrich Adickes, deutscher Politiker († 1878)
- 07. März: Giuseppe Ferrari, italienischer Historiker, Philosoph und Politiker († 1876)
- 07. März: Christian Heinrich Hohmann, fränkischer Komponist, Musikpädagoge und Violinschulverfasser († 1861)
- 08. März: Friedrich Wilhelm Winzer, deutscher Orgelbauer († 1886)
- 09. März: Ernst Hähnel, deutscher Bildhauer, Akademieprofessor († 1891)
- 11. März: Louis Raymond de Montaignac de Chauvance, französischer Marineoffizier und Politiker († 1891)
- 11. März: Leopold Copeland Parker Cowper, US-amerikanischer Politiker und Jurist († 1875)
- 11. März: Urbain Le Verrier, französischer Mathematiker und Astronom († 1877)
- 17. März: Karl Gutzkow, deutscher Schriftsteller und Herausgeber († 1878)
- 19. März: Josef Kling, deutscher Problemschachkomponist († 1876)
- 20. März: Giuseppe Curti, Schweizer Lehrer und Politiker († 1895)
- 20. März: Franz Herzog von Reichstadt, Nachkomme Napoleon Bonapartes († 1832)
- 20. März: Otto Kohlrausch, deutscher Arzt († 1854)
- 22. März: Jan Kilian, sorbischer Pfarrer, Anführer sorbischer Auswanderer († 1884)
- 23. März: Karl Gottfried Wilhelm Taubert, deutscher Komponist († 1891)
- 24. März: Fanny Lewald, deutsche Schriftstellerin († 1889)
- 27. März: Baptista de Andrade, portugiesischer Admiral († 1902)
- 28. März: Johannes Nepomuk Neumann, Bischof von Philadelphia († 1860)
- 29. März: Louise Dulcken, deutsche Pianistin und Komponistin († 1850)
- 29. März: José María San Martín y Ulloa, Präsident von El Salvador († 1857)

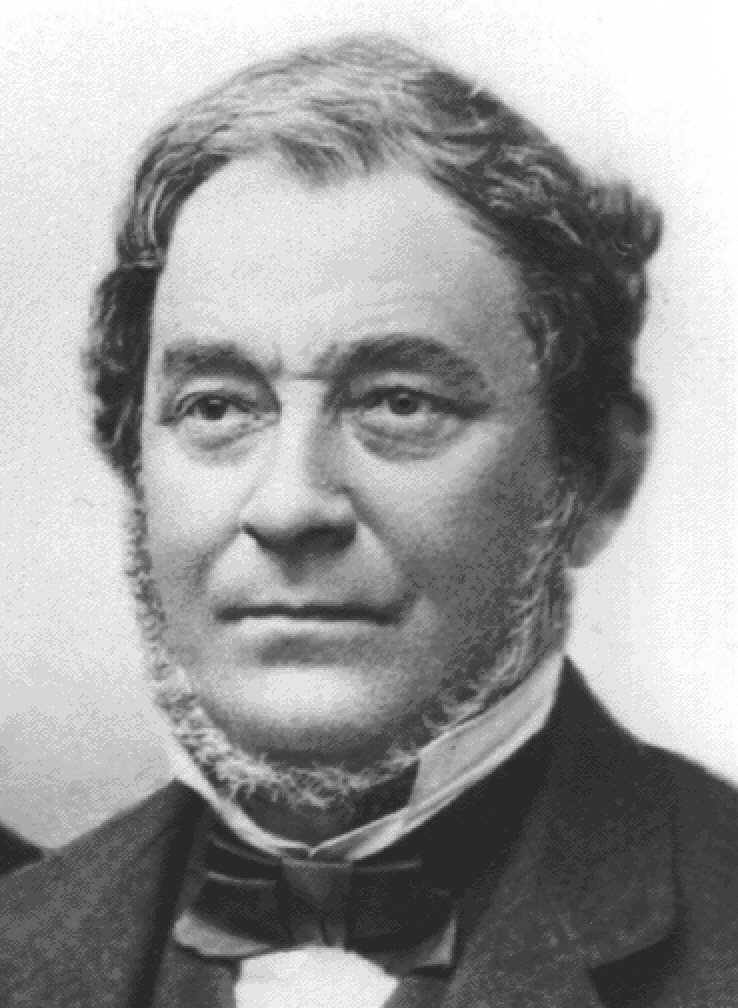
Robert Wilhelm Bunsen

- 30. März: Robert Wilhelm Bunsen, deutscher Chemiker († 1899)
- 01. April: Johann Heinrich Runge, deutscher Orgelbaumeister († 1885)
- 03. April: Heinrich Sattler, deutscher Organist und Publizist († 1891)
- 05. April: Maria Brignole Sale De Ferrari, italienische Aristokratin, Salonière und Mäzenin († 1888)
- 05. April: Jules Dupré, französischer Landschaftsmaler († 1889)
- 07. April: Franz Joseph Rudigier, katholischer Bischof der Diözese Linz († 1884)
- 08. April: Friedrich Hitzig, deutscher Architekt († 1881)
- 09. April: Joseph Kleutgen, katholischer Theologe († 1883)
- 11. April: Antonio Arcioni, schweizerischer Offizier und General († 1859)
- 11. April: Rebecka Dirichlet, deutsche Salonnière († 1858)
- 11. April: Charles D. Drake, US-amerikanischer Politiker († 1892)
- 14. April: Félix Le Couppey, französischer Musikpädagoge, Pianist und Komponist († 1887)
- 19. April: Heinrich von Drasche-Wartinberg, Besitzer der Ziegelfirma Wienerberger AG († 1880)
- 22. April: Otto Hesse, deutscher Mathematiker († 1874)
- 25. April: William Bissell, US-amerikanischer Politiker († 1860)
- 25. April: Julius Jacob der Ältere, deutscher Maler († 1882)
- 26. April: Hugo Henckel von Donnersmarck, deutsch-österreichischer Unternehmer († 1890)

### Mai/Juni
- 04. Mai: Heinrich Heerwagen, Rektor des Nürnberger Gymnasiums und Lokalhistoriker († 1888)
- 11. Mai: Theodor Apel, deutscher Schriftsteller und Stifter († 1867)
- 11. Mai: Jean-Jacques Challet-Venel, Schweizer Politiker († 1893)
- 20. Mai: Ernst Methfessel, deutscher Komponist († 1886)
- 20. Mai: Alfred Domett, Premierminister von Neuseeland († 1887)
- 20. Mai: Ernst von Waldthausen, deutscher Kaufmann († 1883)

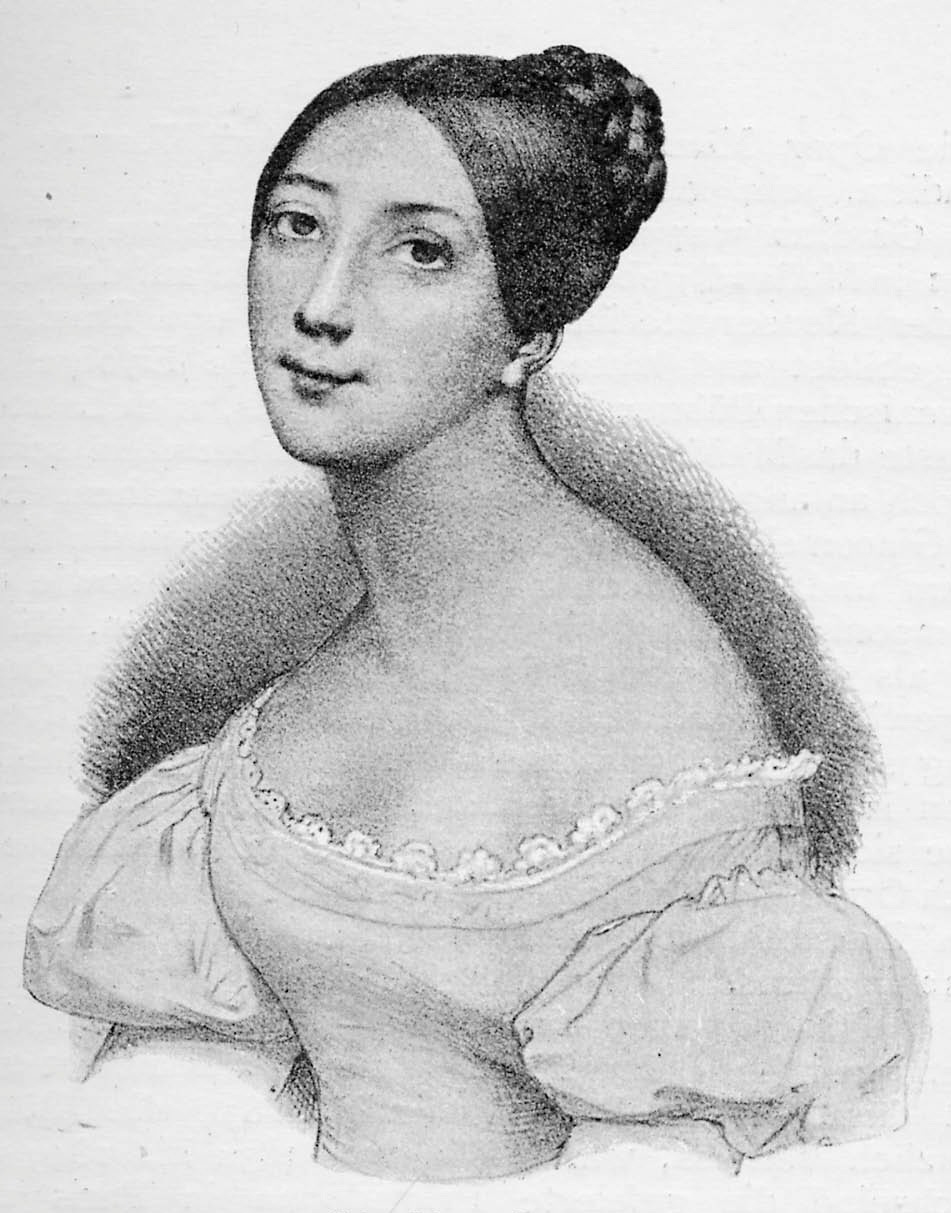
Giulia Grisi

- 22. Mai: Giulia Grisi, berühmte italienische Opernsängerin († 1869)
- 22. Mai: Leopold Löw, ungarischer Rabbiner († 1875)
- 29. Mai: Trusten Polk, US-amerikanischer Politiker († 1876)
- 02. Juni: Dethloff Carl Hinstorff, deutscher Verleger († 1882)
- 07. Juni: James Young Simpson, schottischer Arzt († 1870)
- 10. Juni: Joseph A. Gilmore, US-amerikanischer Politiker († 1867)
- 11. Juni: Wissarion Grigorjewitsch Belinski, russischer Literaturkritiker, Publizist, Linguist und Philosoph († 1848)
- 13. Juni: Fredrik Ferdinand Carlson, schwedischer Historiker († 1887)
- 14. Juni: Harriet Beecher-Stowe, US-amerikanische Schriftstellerin, Gegnerin der Sklaverei († 1896)
- 16. Juni: Josef Körösi, österreich-ungarischer Industrieller († 1868)
- 16. Juni: Laurenz Lersch, deutscher Altphilologe († 1849)
- 17. Juni: Adolphe d’Ennery, französischer Schriftsteller († 1899)
- 17. Juni: Jón Sigurðsson, politischer Vorkämpfer für Islands Selbstständigkeit († 1879)
- 21. Juni: Horatio King, US-amerikanischer Politiker († 1897)
- 22. Juni: Karl Rudolf von Ollech, preußischer General († 1884)
- 28. Juni: Georg von Adelmann, deutscher Mediziner († 1888)

### Juli/August
- 02. Juli: Rudolph Oppenheim, deutscher Bankier († 1871)
- 04. Juli: Eduard Georg Schröter, deutscher evangelischer Theologe († 1888)
- 10. Juli: Benjamin Franklin Baker, US-amerikanischer Komponist († 1889)
- 10. Juli: Jakob Eisendle, Südtiroler Bauer, Mechaniker und Erfinder († 1888)
- 11. Juli: Johann Georg von Hahn, österreichischer Diplomat und Albanologe († 1869)
- 11. Juli: William Grove, Jurist und Naturwissenschaftler († 1896)
- 12. Juli: Alois Schönach, österreichischer Orgelbauer († 1899)
- 13. Juli: George Gilbert Scott, englischer Architekt (Neugotik) († 1878)
- 16. Juli: Raphael Christen, Schweizer Bildhauer († 1880)
- 18. Juli: Karl Ludwig von Littrow, deutscher Astronom († 1877)
- 18. Juli: Michail Fjodorowitsch Rajewski, russisch-orthodoxer Erzpriester, Vorsteher der Botschaftskirche zu Wien († 1884)
- 18. Juli: William Makepeace Thackeray, englischer Schriftsteller († 1863)
- 19. Juli: Lambert Joseph Massart, belgischer Violinist († 1892)
- 19. Juli: Vinzenz Lachner, deutscher Komponist und Dirigent († 1893)
- 20. Juli: James Bruce, britischer Kolonialbeamter und Diplomat († 1863)
- 20. Juli: Elisha Dyer, US-amerikanischer Politiker († 1890)
- 23. Juli: Friedrich Adolph Mackrott, deutscher Musiker († 1880)
- 30. Juli: Franz Schott, deutscher Musikverleger und Mainzer Bürgermeister († 1874)
- 31. Juli: Albrecht von Roeder, deutsch-US-amerikanischer Jurist und Ortsgründer († 1857)

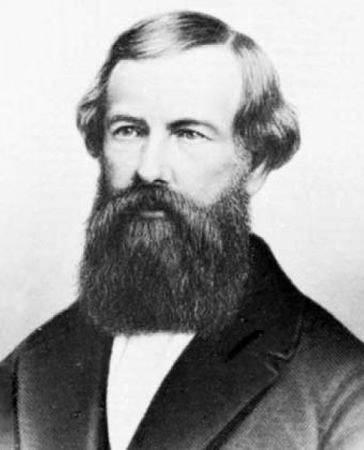
Elisha Graves Otis

- 03. August: Elisha Graves Otis, US-amerikanischer Mechanikermeister († 1861)
- 04. August: Jakub Malý, tschechischer Historiker, Schriftsteller und Journalist († 1885)
- 05. August: Ambroise Thomas, französischer Komponist († 1896)
- 06. August: Judah Philip Benjamin, US-amerikanischer Politiker († 1884)
- 08. August: Carl Otto Dammers, deutscher Jurist und Politiker († 1860)
- 09. August: August Ludwig von Asbrand-Porbeck, deutscher Verwaltungsbeamter († 1863)
- 12. August: Hermann Püttmann, deutscher demokratischer und sozialistischer Publizist († 1874)
- 14. August: Leopold George, deutscher Philosoph, Theologe und Hochschullehrer († 1873)
- 14. August: Peter Roh, Jesuitenprediger und Lehrer († 1872)
- 17. August: Heinrich August Theodor Ludolphi, deutscher Schriftsteller († 1848)
- 18. August: Friedrich Lübker, deutscher klassischer Philologe († 1867)
- 20. August: Gilman Marston, US-amerikanischer Politiker und Armeeoffizier († 1890)
- 23. August: Auguste Bravais, französischer Physiker und Mitbegründer der Kristallographie († 1863)
- 25. August: August Gottfried Ritter, deutscher Komponist und Organist († 1885)
- 26. August: Karl Friedrich Ameis, deutscher klassischer Philologe († 1870)
- 26. August: William C. Cozzens, US-amerikanischer Politiker († 1876)
- 30. August: Théophile Gautier, französischer Dichter, Erzähler und Kritiker († 1872)

### September/Oktober
- 02. September: Gustav Heckenast, ungarischer Buchhändler, Verleger und Drucker († 1878)
- 04. September: Ludwig Müller-Uri, deutscher Glaskünstler († 1888)
- 05. September: Karl von Beaulieu-Marconnay, Diplomat, Schriftsteller und Kulturhistoriker († 1889)
- 07. September: Karl Anton von Hohenzollern-Sigmaringen, deutscher Adeliger († 1885)
- 11. September: Johann Carl Hickel, österreichischer Schriftsteller († 1855)
- 11. September: Ludwig von der Pfordten, bayerischer und sächsischer Rechtswissenschaftler und Politiker († 1880)
- 12. September: Anton Höfliger, Schweizer Jurist und Politiker († 1886)
- 13. September: Emanuel Félix de Wimpffen, französischer General († 1884)
- 13. September: Friedrich Bausback, deutscher Schriftsteller und Theologe († 1836)
- 14. September: Marie Moke-Pleyel, französisch-belgische Pianistin († 1875)
- 15. September: Charles de Morny, französischer Politiker († 1865)
- 15. September: Jan Nepomuk Škroup, tschechischer Komponist († 1892)
- 17. September: August Theodor Blanche, schwedischer Schriftsteller († 1868)
- 17. September: John Brough, US-amerikanischer Politiker († 1865)
- 18. September: Woldemar Frege, deutscher Jurist und Hochschullehrer († 1890)
- 22. September: Moritz von Stubenrauch, österreichischer Jurist († 1865)
- 25. September: Ludwig Scabell, Gründer der Berliner Feuerwehr († 1885)
- 28. September: Friedrich Hecker, badischer Revolutionär der Märzrevolution († 1881)
- 30. September: Augusta von Sachsen-Weimar-Eisenach, als Ehefrau von Kaiser Wilhelm I. deutsche Kaiserin und Königin von Preußen († 1890)
- 08. Oktober: Moritz von Bethmann, deutscher Unternehmer und Bankier († 1877)
- 10. Oktober: Willem Gerard Brill, niederländischer Niederlandist, Romanist, Anglist und Historiker († 1896)
- 15. Oktober: Maximilian Duncker, deutscher Historiker und Politiker († 1886)
- 16. Oktober: Gaetano Capocci, italienischer Kirchenmusiker, Organist und Komponist († 1898)
- 18. Oktober: Waitman T. Willey, US-amerikanischer Politiker († 1900)
- 19. Oktober: Andreas Munch, norwegischer Dichter († 1884)
- 20. Oktober: Franz von Uchatius, österreichischer General der Artillerie und Waffentechniker († 1881)
- 22. Oktober: Hans Peter Holst, dänischer Lyriker und Romanschriftsteller († 1893)

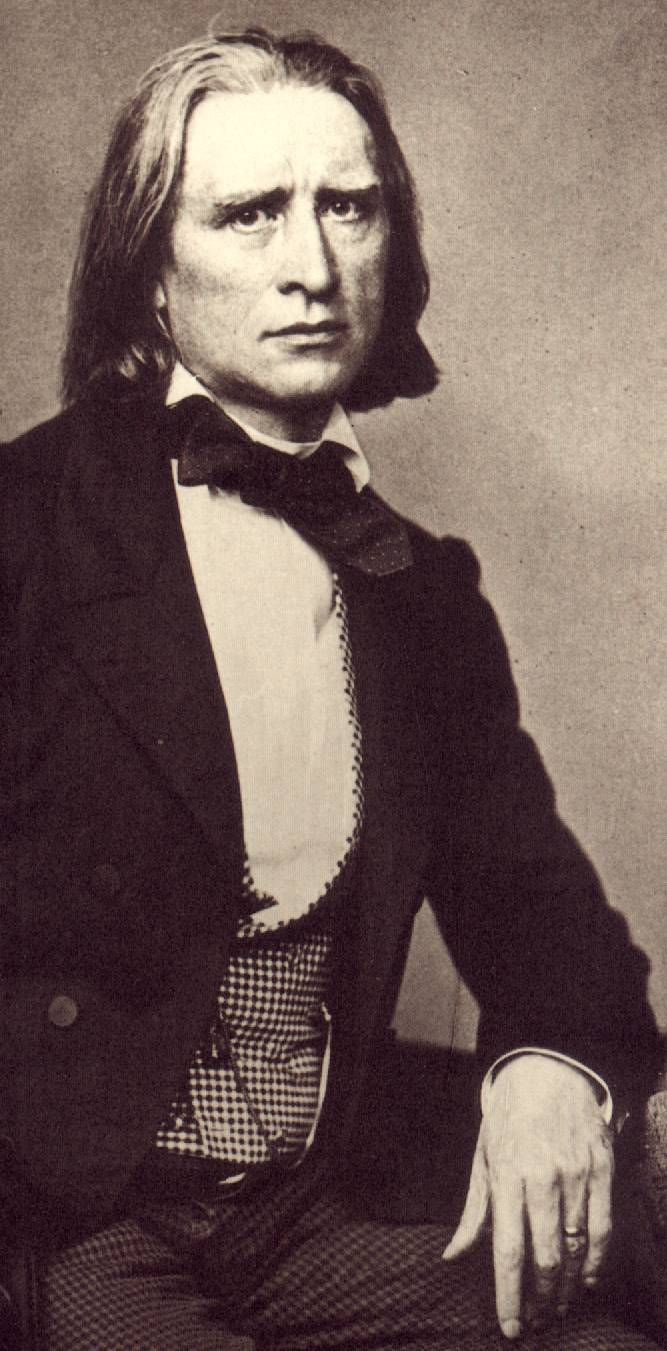
Franz Liszt

- 22. Oktober: Franz Liszt, ungarischer Pianist und Komponist († 1886)
- 23. Oktober: Orazio Antinori, italienischer Zoologe und Reisender († 1882)
- 24. Oktober: Ferdinand Hiller, deutscher Komponist († 1885)
- 24. Oktober: Friedrich Anton Wilhelm Miquel, deutscher Botaniker († 1871)
- 25. Oktober: Évariste Galois, französischer Mathematiker († 1832)
- 25. Oktober: Carl Morgenstern, deutscher Landschaftsmaler († 1893)
- 27. Oktober: Stevens Mason, US-amerikanischer Politiker († 1843)
- 27. Oktober: Isaac Merritt Singer, US-amerikanischer Unternehmer und Erfinder († 1875)
- 28. Oktober: August von Hauner, deutscher Kinderarzt und Hochschullehrer († 1884)
- 29. Oktober: Adalbert von Preußen, preußischer Prinz († 1873)
- 29. Oktober: Louis Blanc, französischer Sozialist († 1882)
- 29. Oktober: Tito Ricordi, italienischer Musikverleger († 1888)
- 000Oktober: Alexander Bain, schottischer Erfinder († 1877)

### November/Dezember
- 07. November: Karel Jaromír Erben, tschechischer Dichter und Historiker († 1870)
- 10. November: Albert Doberenz, deutscher Klassischer Philologe und Schulleiter († 1878)
- 11. November: Wyman Bradbury Seavy Moor, US-amerikanischer Politiker († 1869)
- 13. November: Juri Karlowitsch Arnold, russischer Komponist († 1898)
- 16. November: John Bright, britischer Politiker († 1889)
- 20. November: Heinrich Friedrich Theodor Apfelstedt, deutscher Pfarrer und Heimatforscher († 1892)
- 20. November: Ernst Merck, deutscher Unternehmer, Politiker († 1863)
- 21. November: Zeng Guofan, chinesischer Beamter († 1872)
- 21. November: Joseph Caspar Jeuch, Schweizer Architekt († 1895)
- 23. November: Louis Kufferath, deutscher Komponist († 1882)
- 24. November: Ulrich Ochsenbein, Schweizer Politiker († 1890)
- 26. November: Alexander Graf Hübner, österreichischer Diplomat († 1892)
- 28. November: Maximilian II., bayerischer König († 1864)
- 29. November: Wendell Phillips, US-amerikanischer Abolitionist und Politiker († 1884)
- 02. Dezember: Xavier Boisselot, französischer Komponist und Klavierbauer († 1893)
- 03. Dezember: Eduard Bendemann, deutscher Maler († 1889)
- 03. Dezember: Julius Ewald, deutscher Geologe und Paläontologe († 1891)
- 04. Dezember: Martin Hammerich, dänischer Pädagoge († 1881)
- 13. Dezember: Maximilian Joseph Bernhard von Arco-Zinneberg, deutscher Adeliger, bekannt auch als Adlergraf († 1885)
- 14. Dezember: Maximilian von Wächter, von 1854 bis 1867 Bürgermeister von Nürnberg († 1884)
- 16. Dezember: Karl von Enhuber, bayerischer Maler († 1867)
- 18. Dezember: Alexander Sándor Asbóth, ungarischer Revolutionär und General († 1868)
- 22. Dezember: Leopold von Sternberg, österreichischer General der Kavallerie († 1899)
- 25. Dezember: Wilhelm Emmanuel von Ketteler, Bischof von Mainz († 1877)
- 25. Dezember: Heinrich Xaver Sieger, deutscher Unternehmer († 1901)
- 28. Dezember: Ludwig Philippson, deutscher Schriftsteller und Rabbiner († 1889)
- 31. Dezember: Otto Plathner, deutscher Jurist und Politiker († 1884)

### Genaues Geburtsdatum unbekannt
- Wilhelm Kiesewetter, deutscher Maler und Ethnograph († 13. August 1865)

## Gestorben

### Erstes Halbjahr
- 01. Januar: Franziska von Hohenheim, morganatische zweite Ehefrau Herzog Karl Eugens von Württemberg (* 1748)
- 08. Januar: Friedrich Nicolai, deutscher Schriftsteller (* 1733)
- 08. Januar: Francis Bourgeois, englischer Maler (* 1756)
- 10. Januar: Marie-Joseph Chénier, französischer Dichter, Poet und Dramatiker (* 1764)
- 11. Januar: Johann Christian Stark der Ältere, deutscher Mediziner (* 1753)
- 23. Januar: Leonardo Antonelli, italienischer Kurienkardinal (* 1730)
- 31. Januar: Hanns Moritz von Brühl, preußischer Intendant der Chausseen (* 1746)
- 03. Februar: Johann Beckmann, Ökonom (* 1739)
- 06. Februar: Samuel McIntire, US-amerikanischer Architekt und Künstler (* 1757)
- 18. Februar: Pierre-Frédéric Larguier des Bancels, französisch-schweizerischer Kaufmann, Sklavenhändler und Plantagenbesitzer (* 1738)
- 25. Februar: Andreas Merian-Iselin, Vertreter der Basler Gegenrevolution (* 1742)
- 26. Februar: Mateo de Toro Zambrano y Ureta, spanischer Gouverneur von Chile und Präsident der Ersten Regierungsjunta Chiles (* 1727)
- 27. Februar: Joseph Leitgeb, österreichischer Hornist (* 1732)
- 05. März: Eugen Montag, Abt des Zisterzienserklosters in Ebrach (* 1741)
- 06. März: Francisco Javier de Lizana y Beaumont, Erzbischof von Mexiko und Vizekönig von Neuspanien (* 1749)
- 13. März: Franz Paul von Herbert, österreichischer Kunstmäzen (* 1759)
- 14. März: Augustus Henry Fitzroy, britischer Premierminister (* 1735)
- 19. März: František Adam Míča, tschechischer Komponist (* 1746)
- 31. März: Christoph Städele, deutscher Hutmacher und Dichter (* 1744)
- 02. April: Tomás de Figueroa, spanischer Offizier (* 1747)
- 03. April: Pieter Jozef Verhaghen, flämischer Maler (* 1728)
- 04. April: Johann Caspar Häfeli, Schweizer reformierter Theologe (* 1754)
- 05. April: Robert Raikes, englischer Sozialreformer (* 1735)
- 14. April: Heinrich Hermann Freytag, deutsch-niederländischer Orgelbauer (* 1759)
- 17. April: Johann Heinrich Schüle, deutscher Unternehmer, Kattunfabrikant (* 1720)
- 29. April: Joseph Anton Pozzi, Schweizer Stuckateur (* 1732)
- 05. Mai: Robert Mylne, schottischer Architekt (* 1734)
- 09. Juni: Johann Georg Hartmann, württembergischer Hof- und Domänenrat (* 1731)
- 10. Juni: Karl Friedrich, badischer Großherzog (* 1728)
- 19. Juni: Samuel Chase, einer der Gründerväter der USA (* 1741)
- 26. Juni: Juan Aldama, mexikanischer Aufständischer und Revolutionär (* 1774)
- 26. Juni: Ignacio Allende, mexikanischer Aufständischer und Revolutionär (* 1769)
- 26. Juni: José Mariano Jiménez, mexikanischer Aufständischer und Revolutionär (* 1781)
- 26. Juni: Manuel Santa María, mexikanischer Aufständischer und Revolutionär (* 1767)
- 27. Juni: Georg Martin von Lubomirski, polnischer General (* 1738)

### Zweites Halbjahr
- 03. Juli: William Chalmers, schwedischer Direktor der schwedischen Ostindien-Kompanie (* 1748)
- 08. Juli: Engelbert Klüpfel, deutscher römisch-katholischer Theologe (* 1733)
- 14. Juli: Johann Wilhelm Christoph von Ascheberg, preußischer Offizier und Beamter (* 1749)
- 19. Juli: Raphaël Bienvenu Sabatier, französischer Mediziner (* 1732)
- 23. Juli: Abraham Abramson, deutscher Medailleur (* 1752 oder 1754)
- 23. Juli: Ursula Sophia Theodora Regina von Ascheberg zu Venne, Äbtissin im Stift Nottuln (* 1731)
- 23. Juli: Wilhelm René de l’Homme de Courbière, preußischer General (* 1733)
- 28. Juli: Heinrich Joseph von Collin, österreichischer Schriftsteller (* 1771)
- 29. Juli: Richard Bache, US-amerikanischer Politiker (* 1737)
- 29. Juli: William Cavendish, 5. Duke of Devonshire, britischer Adliger (* 1748)
- 30. Juli: Miguel Hidalgo, mexikanischer Priester und Revolutionär (* 1753)
- 02. August: William Williams, Delegierter von Connecticut im Kontinentalkongress (* 1731)
- 12. August: John Acton, italienischer Politiker und Militär englischer Abstammung (* 1736)
- 13. August: Hinrich Just Müller, deutscher Orgelbauer (* 1740)
- 18. August: Johann Heinrich Zang, Barockkomponist (* 1733)
- 20. August: Moses Büding, Oberhofagent und Bankhaus-Gründer in Kassel (* 1748/49)
- 21. August: Friedrich von Balthasar, preußischer Beamter (* 1777)
- 21. August: Barbara Zdunk, polnischstämmige Schäferin, Opfer der preußischen Justiz (* 1769)
- 26. August: Thomas Fitzsimons, US-amerikanischer Politiker (* um 1741)
- 27. August: Jean-Baptiste Huet, französischer Maler (* 1745)
- 30. August: Michel Ordener, französischer Général de division und Senator des Ersten Kaiserreichs (* 1755)
- 31. August: Louis Antoine de Bougainville, französischer Seefahrer und Schriftsteller (* 1729)
- 03. September: Ignaz Fränzl, deutscher Komponist, Geiger, Bratschist und Kapellmeister (* 1736)
- 04. September: Matsumura Goshun, japanischer Maler der Edo-Zeit und Begründer der Shijō-Schule (* 1752)
- 06. September: Johann Georg Lehmann, deutscher Geodät und Kartograf (* 1765)
- 08. September: Peter Simon Pallas, deutscher Naturforscher und Geograph (* 1741)
- 16. September: Jakob Adam, österreichischer Kupferstecher (* 1748)
- 18. September: André Rigaud, haitianischer Politiker (* 1761)
- 18. September: Jean Trembley, Schweizer Mathematiker und Philosoph (* 1749)
- 21. September: Ferdinand Graf Tige, österreichischer General der Kavallerie und Hofkriegsratspräsident (* 1719)
- 26. September: Christian Friedrich Matthäi, deutscher Altphilologe (* 1744)
- 30. September: Thomas Percy, englischer Dichter und anglikanischer Bischof (* 1729)
- 03. Oktober: Heinrich Gentz, deutscher Architekt (* 1766)
- 05. Oktober: Samuel Maclay, US-amerikanischer Politiker (* 1741)
- 05. Oktober: James Ogilvy, 7. Earl of Findlater, schottisch-britischer Peer (* 1750)
- 09. Oktober: Alexander Sergejewitsch Stroganow, russischer Politiker, Großgrundbesitzer und Kunstsammler (* 1733)
- 11. Oktober: Johann Conrad Ammann, Schweizer Arzt, Naturalien- und Kunstsammler (* 1724)
- 15. Oktober: Nathaniel Dance-Holland, britischer Maler und Politiker (* 1735)
- 23. Oktober: Leonard Meister, Schweizer Lehrer, Politiker und evangelischer Geistlicher (* 1741)
- 31. Oktober: Christian Gotthilf Salzmann, deutscher Pädagoge (* 1744)
- 02. November: Adam Moralt, deutscher Musiker (* 1748)
- 16. November: Joseph Hamilton Daviess, Kommandant der Dragoner (* 1744)
- 19. November: Moritz Wilhelm von der Asseburg, preußischer Geheimer Kriegsrat und Bürgermeister (* 1756)

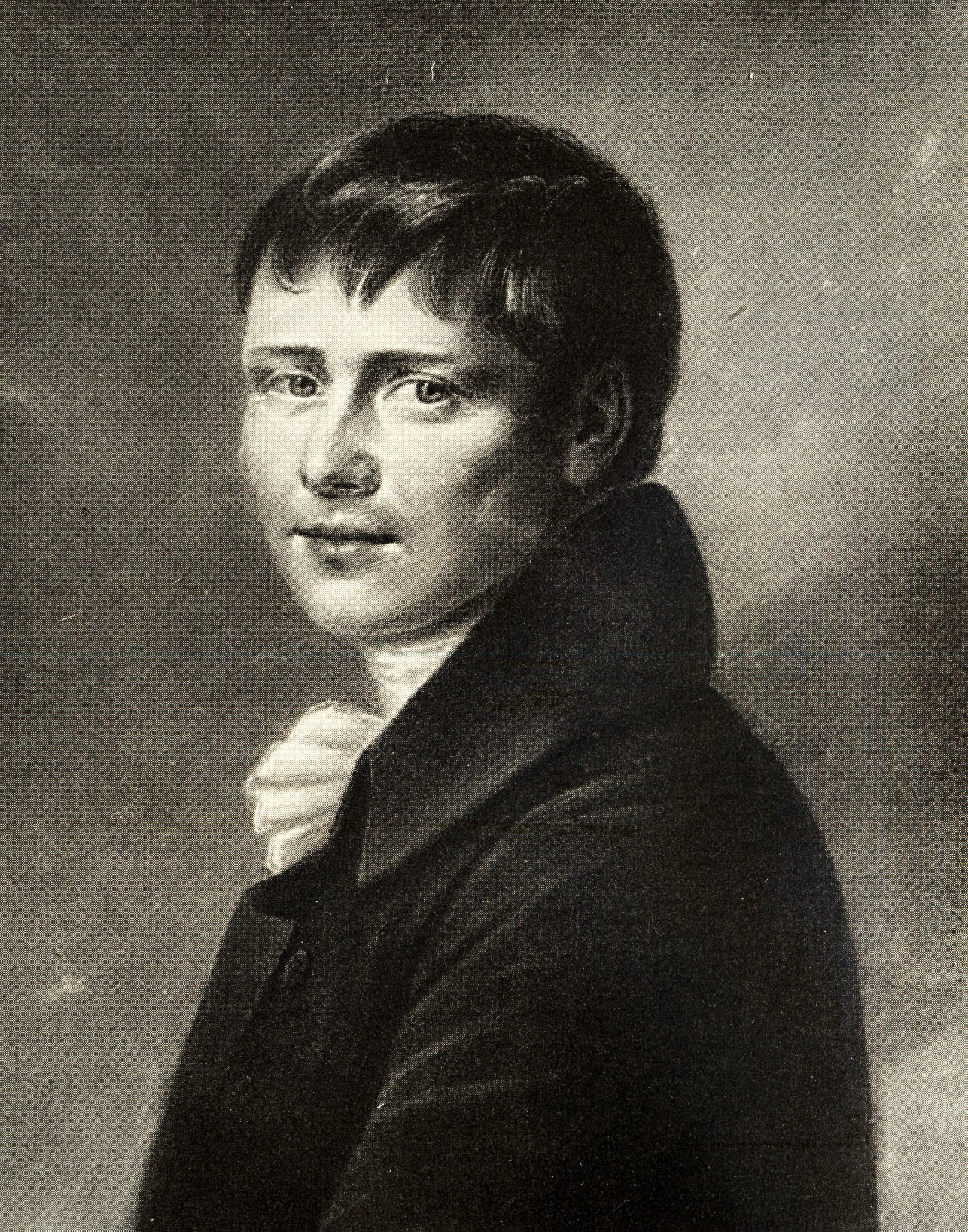
Heinrich von Kleist

- 21. November: Heinrich von Kleist, preußischer Dramatiker, Erzähler, Lyriker und Publizist (* 1777)
- 21. November: Henriette Vogel, Geliebte Heinrich von Kleists (* 1780)
- 27. November: Gaspar Melchor de Jovellanos, spanischer Staatsmann und Schriftsteller der Aufklärung (* 1744)
- 02. Dezember: Jacob Matthias Schmutzer, österreichischer Kupferstecher und Maler (* 1733)
- 09. Dezember: Johann Christian Friedrich Flemming, deutscher Orgelbauer (* 1745)
- 16. Dezember: Samuel Daniell, britischer Maler (* 1775)
- 21. Dezember: Johanne Friederike Lohmann, deutsche Schriftstellerin (* 1749)
- 21. Dezember: Luise von Brandenburg-Schwedt, Fürstin und Herzogin von Anhalt-Dessau (* 1750)
- 24. Dezember: Karl David Ackermann, deutscher Schauspieler, Sänger und Brauereibesitzer (* 1751)
- 24. Dezember: Gregorio García de la Cuesta, spanischer Generalkapitän und Präsident des Obersten Rates von Kastilien (* 1741)
- 25. Dezember: Joseph Antoine Morio, französischer Offizier und Kriegsminister des Königreichs Westphalen (* 1771)
- 26. Dezember: George William Smith, US-amerikanischer Politiker (* 1762)
- 26. Dezember: Abraham B. Venable, US-amerikanischer Politiker (* 1758)

### Genaues Todesdatum unbekannt
- André le Brun, französischer Bildhauer und Zeichner (* 1737)